# Springfield (hrabstwo Jackson)
Springfield – miasto w Stanach Zjednoczonych, w stanie Wisconsin, w hrabstwie Jackson.